# 沃农 (厄尔省)
沃农（法語：Venon，法語發音：[vənɔ̃] ⓘ）是法国厄尔省的一个市镇，位于该省中部，属于埃夫勒区。

## 地理
沃农（49°10'22"N, 1°2'56"E）面积5.07 平方千米，位于法国诺曼底大区厄尔省，该省份为法国北部内陆省份，北起滨海塞纳省，西接奧恩省和卡爾瓦多斯省，南至厄尔-卢瓦省，东临瓦兹省、瓦兹河谷省和伊夫林省。
与沃农接壤的市镇（或旧市镇、城区）包括：叙尔托维尔、卡特勒马尔、卡纳普维尔、维莱特、埃克托、多伯夫拉康帕涅。
沃农的时区为UTC+01:00、UTC+02:00（夏令时）。

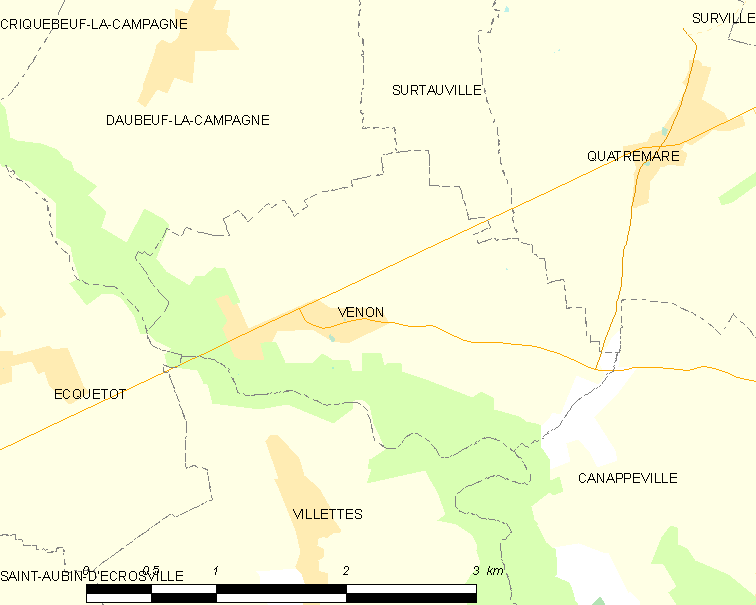
沃农的OSM定位图

## 行政
沃农的邮政编码为27110，INSEE市镇编码为27677。

## 政治
沃农所属的省级选区为勒讷堡县。

## 交通
厄尔省省道D60线、D82线和D133线在境内交汇。

## 人口

1962-2008年间沃农人口变化图示

沃农于2022年1月1日时的人口数量为389人。